# Topsport Vlaanderen-Mercator/Saison 2012
Dieser Artikel listet Erfolge und Fahrer des Radsportteams Topsport Vlaanderen-Mercator in der Saison 2012 auf.

## Erfolge in der UCI Europe Tour
| Datum       | Rennen                                       | Kat. | Sieger           |
| ----------- | -------------------------------------------- | ---- | ---------------- |
| 25. Februar | Beverbeek Classic                            | 1.2  | Tom Van Asbroeck |
| 11. März    | Omloop van het Waasland                      | 1.2  | Preben Van Hecke |
| 27. Juni    | Internationale Wielertrofee Jong Maar Moedig | 1.2  | Tim Declercq     |
| 11. Juli    | Grote Prijs van de Stad Geel                 | 1.2  | Tom Van Asbroeck |

## Zugänge – Abgänge
| Zugänge               | Team 2011          | Abgänge         | Team 2012                        |
| --------------------- | ------------------ | --------------- | -------------------------------- |
| Sven Vandousselaere   | Omega Pharma-Lotto | Kris Boeckmans  | Vacansoleil-DCM                  |
| Kevin De Jonghe       | Neoprofi           | Jérôme Baugnies | Team NetApp                      |
| Tim Declercq          | Neoprofi           | Johan Coenen    | Differdange-Magic-SportFood.de   |
| Eliot Lietaer         | Neoprofi           | Stijn Joseph    | Ovyta-Eijssen-Acrog Cycling Team |
| Tom Van Asbroeck      | Neoprofi           | Grégory Joseph  | Unbekannt                        |
| Gijs Van Hoecke       | Neoprofi           | Geert Steurs    | Unbekannt                        |
| Arthur Van Overberghe | Neoprofi           |                 |                                  |
| Zico Waeytens         | Neoprofi           |                 |                                  |

## Mannschaft
| Name                  | Geburtstag         | Nationalität |
| --------------------- | ------------------ | ------------ |
| Sander Armée          | 10. Dezember 1985  | Belgien      |
| Dominique Cornu       | 10. Oktober 1985   | Belgien      |
| Kevin De Jonghe       | 4. Dezember 1991   | Belgien      |
| Kenny De Ketele       | 5. Juni 1985       | Belgien      |
| Laurens De Vreese     | 29. September 1988 | Belgien      |
| Tim Declercq          | 21. März 1989      | Belgien      |
| Pieter Jacobs         | 6. Juni 1986       | Belgien      |
| Sven Jodts            | 14. Oktober 1988   | Belgien      |
| Eliot Lietaer         | 15. August 1990    | Belgien      |
| Tim Mertens           | 7. Februar 1986    | Belgien      |
| Stijn Neirynck        | 14. September 1985 | Belgien      |
| Jarl Salomein         | 27. Januar 1989    | Belgien      |
| Pieter Serry          | 21. November 1988  | Belgien      |
| Tom Van Asbroeck      | 19. April 1990     | Belgien      |
| Preben Van Hecke      | 9. Juli 1982       | Belgien      |
| Gijs Van Hoecke       | 12. November 1991  | Belgien      |
| Arthur Van Overberghe | 7. Februar 1990    | Belgien      |
| Michaël Van Staeyen   | 13. August 1988    | Belgien      |
| Steven Van Vooren     | 5. Oktober 1986    | Belgien      |
| Sven Vandousselaere   | 29. August 1988    | Belgien      |
| Pieter Vanspeybrouck  | 10. Februar 1987   | Belgien      |
| Zico Waeytens         | 29. September 1991 | Belgien      |
| Jelle Wallays         | 11. Mai 1989       | Belgien      |